# Goran Ikonić
Goran Ikonić (* 23. März 1980 in Zvornik, SR Bosnien und Herzegowina) ist ein bosnischer Basketballspieler.

## Karriere
Ikonić spielte zunächst bei kleineren Klubs in seiner Heimat Bosnien und Herzegowina sowie in Slowenien. 2005 wechselte er zu KK Bosna, einem Topteam in der bosnisch-herzegowinischen Liga. Mit diesem Team gewann er 2006 und 2008 die Meisterschaft sowie 2009 den bosnischen Pokal und erreichte im ULEB Cup 2007/08 die zweite Runde. Zur Saison 2009/10 wechselte er nach Donezk, wo er erfolglos blieb. Die Saison 2010/11 spielte Ikonić bei KK Krka Novo mesto in Slowenien. Mit Krka gewann er 2011 die EuroChallenge, wo Ikonić zum MVP des Final Four gewählt wurde.
Zur Saison 2011/12 wechselte er in die Türkei zu Karşıyaka SK, wo er selten eingesetzt wurde und schließlich zu Polit.-Halychyna in die Ukraine wechselte.
Goran Ikonić wurde mehrmals in die bosnisch-herzegowinische Basketballnationalmannschaft berufen und nahm auch an der Europameisterschaft 2011 teil, gehört aber derzeit nicht zum Aufgebot.

## Erfolge

### International
- Sieger der EuroChallenge mit KK Krka Novo mesto (2011)

### National
- 2 × Bosnisch-Herzegowinischer Meister mit Košarkaški Klub Bosna Sarajevo (2006, 2008)
- Bosnisch-Herzegowinischer Pokalsieger mit Košarkaški Klub Bosna Sarajevo (2009)

## Auszeichnungen
- Final Four MVP der EuroChallenge (2011)